# فروش برده یسوعی در سال ۱۸۳۸
در ۱۹ ژوئن ۱۸۳۸، ایالت مریلند انجمن عیسی با فروش ۲۷۲ برده به دو کشاورز لوئیزیانا، هنری جانسون و جسی باتی، به قیمت ۱۱۵۰۰۰ دلار، موافقت کرد. (۳٬۱۶۰٬۳۴۴).
این فروش نقطه اوج یک بحث مشاجره‌آمیز و طولانی‌مدت در میان یسوعی‌های مریلند بود بر سر این که آیا همه برده‌های سیاه‌پوست آفریقایی را نگه دارند، برده‌هایشان را بفروشند یا رها کنند و بر روی املاک روستایی‌شان تمرکز کنند یا بر مأموریت‌های شهری رو به رشدشان، از جمله مدارسشان.
در سال ۱۸۳۶، ژنرال مافوق یسوعی، یان روثان، به مافوق استان اجازه داد که این فروش را با سه شرط انجام دهد: بردگان باید اجازه داشته باشند که مذهب کاتولیک خود را انجام دهند، خانواده‌هایشان نباید از هم جدا شوند، و عواید حاصل از فروش فقط باید برای حمایت از یسوعیان در آموزش استفاده شود. به زودی مشخص شد که شرایط روثان به‌طور کامل برآورده نشده‌است. یسوعی‌ها این مبلغ را در نهایت سال‌ها با تأخیر دریافت کردند و هرگز ۱۱۵۰۰۰ دلار کامل دریافت نکردند. تنها ۲۰۶ برده از ۲۷۲ برده تحویل داده شدند زیرا یسوعی‌ها به افراد مسن و آنهایی که همسرشان در نزدیکی زندگی می‌کردند و متعلق به یسوعیان نبودند اجازه می‌دادند در مریلند بمانند.
این فروش اعتراض فوری یسوعیان را برانگیخت. برخی نامه‌های احساسی به روثان نوشتند و اخلاقی بودن فروش را محکوم کردند. سرانجام، روثان توماس مولدی را به دلیل سرپیچی از دستورات و ترویج رسوایی، از مقام مافوق استان برکنار کرد و او را برای چندین سال به نیس تبعید کرد. علیرغم پوشش مالکیت بردهٔ یسوعیان مریلند و فروش سال ۱۸۳۸ در ادبیات دانشگاهی، اخبار مربوط به این حقایق برای عموم در سال ۲۰۱۵ غافلگیرکننده بود و باعث شد تا رابطه ی تاریخی دانشگاه جورج تاون و یسوعیان با برده‌داری مطالعه شود. جورج تاون و کالج صلیب مقدس ساختمان‌ها را تغییر نام دادند و کنفرانس یسوعیان کانادا و ایالات متحده متعهد شدند ۱۰۰ دلار جمع‌آوری کنند. 